# Frances Brooke
Frances (Moore) Brooke, angleška pisateljica, dramatičarka in prevajalka, * 24. januar 1724, Clayppole, Anglija, † 23. januar 1789, Sleaford. 
Svoje otroštvo in mladostništvo je preživela v različnih državnih župniščih pri sorodnikih. Po očetovi smrti, leta 1727, se je z materjo in mlajšo sestro Sarah preselila v župnišče v Peterburgu. Po materini smrti pa sta se s sestro preselili k stricu in teti v naslednje župnišče v vasi Tydd St Mary v okrožju Lincolnshire. Leta 1748 je zapustila dom ter se preselila v London, kjer je začela svojo kariero kot pesnica in dramatičarka. Pozornost je prvič pritegnila z uredništvom, pod psevdonimom Mary Singleton - Spinster,  v častniku s tedenskim izidom Old Maid (1755–1756). Leta 1756 je objavila številne pesmi ter gledališko igro z naslovom Virginia, ki pa ni bila nikoli uprizorjena.  Še istega leta se je poročila z Rev. Dr. Johnom Brookom, rektorjem v vasi Colney, Norfolk. Naslednje leto se je odpravil v Kanado za vojaškega kaplana, medtem ko je njegova žena ostala v Angliji. Leta 1763 je napisala svoj prvi roman, The History of Lady Julia Mandeville, ki je pisemski roman o izdajstvu junakinje in njenim kasnejšim srečnim snidenjem s svojim ljubimcem. Istega leta se je pridružila svojemu možu v Quebecu, v Kanadi, kjer je napisala The history of Emily Montague, svoj drugi roman, ki je bil objavljen kasneje v Angliji leta 1769. Roman temelji na lastnih izkušnjah in življenju v Quebecu in vsebuje 228 pisem, od leta 1766 do leta 1767. Preko pisem se bralec spozna dvorjenje med številnimi (bodočimi, mogočimi) pari in njihovo končno uresničitev s srečnim zakonom. V sredo teh običajnih družinskih zgodb, avtorica vključi svoja opazovanja o navadah in političnem življenju takratnih kolonistov. Knjigo je britanski tisk dobro sprejel, prav tako je bila prevedena v nizozemščino in francoščino. Jeseni leta 1768 se je vrnila v London, kjer je nadaljevala svojo kariero. Znana je bila v literarnih in gledaliških krogih. 20 let po vrnitvi v Anglijo je objavila dva prevoda, napisala eno tragedijo ter besedilo za dve komični operi, od katerih je bila Rosina takojšen uspeh tako na odru kot v tiskani obliki. Leta 1773 je s prijateljico in igralko Mary Ann Yates postala vodja Haymarket Opera House. Podvig je trajal kar nekaj let, vendar finančno ni prinesel uspeha. Izdala je še dva romana in sicer The Excursion, leta 1777 in The History of Charles Mandeville, objavljen leta 1790, kot nadaljevanje Julie Mandeville. Leta 1787 se je s svojim sinom Johnom preselila v Sleaford, kjer je dve leti zatem umrla.